# Acanthoniscus spiniger
Acanthoniscus spiniger là một loài chân đều trong họ Armadillidae. Loài này được Kinahan miêu tả khoa học năm 1859.